# Râul Teiu, Vârtop
Râul Teiu este un curs de apă, afluent al râului Vârtop.